# 1-Butyl-3-methylimidazoliumtetrachloroaluminat
1-Butyl-3-methylimidazoliumtetrachloroaluminat ist eine ionische Flüssigkeit (auch: ionic liquid oder Flüssigsalz), also ein Salz, dessen Schmelzpunkt unter 100 °C liegt.

## Darstellung
1-Butyl-3-methylimidazoliumtetrachloroaluminat kann durch Mischen von 1-Butyl-3-methylimidazoliumchlorid mit Aluminiumchlorid dargestellt werden. Die erste Synthese gelang John S. Wilkes 1981. In der ionischen Flüssigkeit liegt ein Gleichgewicht zwischen verschiedenen Aluminium-Spezies vor, welches durch die Menge an eingesetztem AlCl3 während der Synthese beeinflusst werden kann:
{\displaystyle \mathrm {2\ AlCl_{4}^{\,-}\rightleftharpoons } } {\displaystyle \mathrm {Al_{2}Cl_{7}^{\,-}+Cl^{\,-}} }

## Verwendung
1-Butyl-3-methylimidazoliumtetrachloroaluminat kann in der extraktiven Entschwefelung von Kraftstoffen, als Elektrolyt für Dual-Ionen-Batterien und als Reaktionsmedium verwendet werden.

## Sicherheitshinweise
Die Substanz reagiert mit Wasser und setzt dabei unter anderem Chlorwasserstoff frei.